# Варшавські робінзони
«Варшавські робінзони» (пол. robinsonowie warszawscy) — термін, що стосується поляків (у тому числі євреїв), які після закінчення Варшавського повстання 1944 року і подальшого запланованого знищення Варшави нацистською Німеччиною вирішили залишитися і переховуватися в руїнах окупованого німцями міста. Період переховування тривав аж три з половиною місяці, від дня капітуляції повстання, 2 жовтня 1944 року, до приходу Червоної армії 17 січня 1945 року. Підпільники жили в руїнах будинків, підвалах і бункерах, які були підготовлені заздалегідь. Вони жили в надзвичайно важких умовах, в той час, як місто руйнувалося навколо них. Деяким вдалося втекти з Варшави, багато хто був схоплений і вбитий німцями, інші дожили до відходу німецьких військ.
Оцінки кількості криївок варіюються від кількох сотень до приблизно двох тисяч. Хоча більшість «робінзонів» загинули під час війни, більшість інформації про їхні обставини походить від тих, хто вижив. Найбільша група криївок складалася з близько 36 осіб, яких очолювали два лікарі. Серед «робінзонів» була також група бійців Єврейської бойової організації варшавського гетто, яким вдалося покинути зруйноване місто в середині листопада.
Термін «Робінзони Крузо» або «робінзони» на позначення схованок з'явився майже одразу і був популяризований у багатьох сучасних і пізніших творах, включаючи мемуари, газетні репортажі та фільми, як письменниками, так і самими «Робінзонами», найвідомішим з яких був композитор Владислав Шпільман, чия історія стала темою фільмів «Варшавський Робінзон» (1950) і «Піаніст» (2002).